# Lipowa Góra (powiat ostródzki)
Lipowa Góra – kolonia w Polsce położona w województwie warmińsko-mazurskim, w powiecie ostródzkim, w gminie Grunwald.
W latach 1975–1998 miejscowość administracyjnie należała do województwa olsztyńskiego.